# Leonardo Simons
Leonardo Simón Wowe (Buenos Aires, 1 de septiembre de 1947-15 de octubre de 1996) conocido como Leonardo Simons, fue un presentador de televisión y, ocasionalmente, actor argentino.

## Biografía y carrera
Formado en el seno de una familia humilde de origen judío, en el barrio porteño de Villa Crespo, Simons comenzó a trabajar como vendedor ambulante a los 11 años, y más tarde, dio rienda suelta a su vocación con la animación de bailes escolares, durante los fines de semana.
Tras pasar por el colegio secundario Otto Krause, se inscribió simultáneamente en la Facultad de Ingeniería y en el Instituto Superior de Enseñanza Radiofónica (ISER), lugar donde finalmente forjó su carrera, recibiéndose en 1968.
En ese mismo año, dos meses después de graduarse como locutor nacional, Simons comenzó su carrera televisiva con dos ciclos en Canal 13: La campana de cristal, junto a Nelly Raymond y Fernando Bravo.
Al poco tiempo, concretó su pase a Canal 9, donde se convirtió en un referente de la conducción de programas de entretenimientos, entre los que se destacaron Música en Libertad, Rumbo a la fama, Sábados de la bondad, Domingos para la juventud y Finalísima.
Salvo una breve temporada en 1983 en ATC, realizando la conducción del programa ómnibus creado por el productor televisivo Roberto Fontana llamado Sábado de todos, el nombre del animador estuvo ligado durante más de 20 años al canal 9, propiedad de Alejandro Romay, en donde permaneció hasta que en 1992 abandonó la conducción de Finalísima.
En 1993 firmó contrato con Telefé para conducir el ciclo Ta Te Show, que se emitía los sábados a las 20 horas.
Además de su trabajo en la pantalla chica, el conductor producía programas de radio y televisión, a través de su propia agencia de publicidad, Prodiartel S.A., ubicada en avenida Córdoba al 1400, de la ciudad de Buenos Aires, desde cuyas oficinas decidió suicidarse arrojándose de una de sus ventanas y cayendo al patio interno del edificio el 15 de octubre de 1996. Estuvo casado con Alicia Gorbato, con quien tuvo dos hijas (Vanesa y Bárbara), y, finalmente, en pareja con Ruth Kisielnicki.

## Fallecimiento
En la mañana del 15 de octubre de 1996, sin que nadie pudiera advertirlo, Simons se sentó en el borde de la ventana de su oficina sobre el piso 13 del edificio ubicado en Avenida Córdoba al 1300, de espaldas al vacío y, sin decir nada, intentó tirarse. Después, solo pidió que no lo agarraran (se dirigía a sus dos secretarias que intentaron evitar la tragedia, pero en el momento en que ellas lo tomaron por los pantalones él se desabrochó el cinturón) y cayó por el hueco de aire y luz, aproximadamente 30 metros, hasta una reja de protección instalada en el techo de la planta baja, perdiendo la vida de forma instantánea.
Once pisos más arriba, enganchados en un aire acondicionado, quedaron sus pantalones. Al revisarlos, la policía encontró tres cartas que fueron entregadas al juez de la causa, Eduardo Moumdjian. Presuntamente en ellas Simons habría explicado las razones de su suicidio.
Los vecinos escucharon gritos y se asomaron a sus ventanas. "Estaba colgando con medio cuerpo afuera y forcejeaba con dos mujeres", contó el encargado del edificio lindero.
Aunque no se saben los motivos por los que Simons decidió suicidarse, sus amigos[¿quién?] tienen algunas hipótesis. En principio, todos coinciden en que la imputación judicial a su hermano Carlos Wowe, por entonces juez civil y comercial, lo tenía muy angustiado, sobre todo porque Simons era un hombre "familiero" y tenía una relación cercana con Carlos. Su colega Fernando Bravo declaró en su programa de Telefé Siglo XX Cambalache, el domingo posterior al suicidio, que Leonardo Simons "murió de vergüenza, por vergüenza" al referirse a la situación judicial del hermano del conductor fallecido. Dejaba entrever así que Simons pudo haberse quitado la vida por una cuestión de honor personal.
Otro tema que lo entristecía era su depresión ante problemas de salud. Aproximadamente dos meses antes, Simons se operó un ojo para evitar quedar ciego. A la vez, su esposa Ruth sufría problemas óseos y también de la vista. Circuló una versión que decía que Simons se suicidó porque estaba involucrado en la misma causa que Guillermo Coppola. Pero esto fue negado terminantemente por el secretario del juez Hernán Bernasconi, Roberto Schlagel.
Todo parece indicar que Leonardo Simons tenía planeado quitarse la vida desde algunos días antes. De hecho dejó listo su testamento y antes de tirarse del piso 13, escribió tres cartas de despedida y se las guardó en el bolsillo.
Desde su fallecimiento hasta 2013, estuvo inhumado en el Cementerio Jardín de Paz de Pilar; en ese año sus restos fueron trasladados al Cementerio Israelita de La Tablada.

## Filmografía
- La muchacha del cuerpo de oro (1967)
- Pimienta (1966)

## Televisión
- La campana de cristal

- Música en Libertad
- Ruidos
- Timoneles
- Rumbo a la fama
- Sábados de la bondad
- Domingos para la juventud
- Finalísima
- Ta Te Show
- Sábado de todos
- Trapitos al Sol